# Anaspis atriventris
Anaspis atriventris es una especie de coleóptero de la familia Scraptiidae.

## Distribución geográfica
Habita en China.